# Игнасио Лопес Тарсо
Игнасио Лопес Лопес (на испански: Ignacio López López), известен като Игнасио Лопес Тарсо (на испански: Ignacio López Tarso), е мексикански актьор. Участва в около 50 филма и десетки теленовели. През 1973 г. му е присъдена наградата Ариел за най-добър актьор за филма Rosa Blanca и наградата Златен Ариел за цялостно творчество през 2007 г. Многократно е отличаван на наградите Ти Ви и Новелас.
Той е една от последните живи фигури от Златния век на мексиканското кино.

## Биография
Игнасио Лопес Лопес е роден на 15 януари 1925 г. в град Мексико в семейството на Алфонсо Лопес Бермудес и Игнасия Лопес Ерера. Поради работата на своя баща прекарва детството си в няколко градове – Веракрус, Ермосильо, Навохоа и Гуадалахара. Неговите братя и сестри са Алфонсо и Марта. Около 8-9-годишна възраст, когато семейството е в Гуадалахара, родителите му го водят да гледа пиеса, където той проявява интерес към актьорско майсторство.
Учи в средното училище във Вайе де Браво, град Мексико. Въпреки че икономическите проблеми на семейството му не позволяват да посещава гимназията, той се присъединява към семинара в Темаскалсинго, щат Мексико, за да продължи образованието си. По това време там гостуващ свещеник от САЩ организира група за изпълнение на пиеси, в която Игнасио взема участва. Той се научава да рецитира поезия и се запознава с класически пиеси, включително тези на Лопе де Вега и Калдерон де ла Барка.
Когато е на 20-годишна възраст, постъпва на военна служба за около една година в Керетаро. Служи в полковете във Веракрус и Монтерей. След като приключва службата си, той отказа възможността да посещава военно училище, въпреки че дисциплината му хареса.
Работи в град Мексико като агент по продажбите на компания за облекло. Той се стреми да започне работа в САЩ като берач на портокали работи в Мърсед, Калифорния. След няколко дни обаче претърпява инцидент, падайки от дърво и наранява гръбнака си. Връща се в мексиканската столица за рехабилитационна терапия, която продължава около година.
След възстановяването си Лопес Тарсо постъпва в Академията за драматично изкуство на Националния институт за изящни изкуства през 1949 г., която по това време е единственото театрално училище в страната.
За известно Лопес Тарсо се занимава с политика, заемайки поста федерален заместник в Генералния конгрес на Съединените мексикански щати. Заемал е и важни позиции в организации като Националната асоциация на актьорите, Националната асоциация на преводачите и Съюза на работниците в кинематографичната продукция. Той е почетен член на Семинара по мексиканска култура.
Жени се за Клара Аранда, с която имат три деца – Сусана, Габриела и Хуан Игнасио.

## Актьорска кариера

### Произход на сценичното име
Мексиканският писател и драматург Хавиер Вияурутия предупреждава Игнасио Лопес, че с истинското си име не може да бъде актьор и да постигне успех, затова го съветва да приеме по-привлекателно име. Новото име, което Игнасио Лопес прима е свързано със Свети апостол Павел. Когато Игнасио Лопес търси вдъхновение, за да намери това ново име, той си спомня какво е научил в семинарията, особено за живота на този римски апостол, който е родом от град Тарс и затова е наричан Павел от Тарс или Саул/Савел (еврейското му съответствие) от Тарс. Игнасио харесва това име. Той смята, че Игнасио Лопес Тарсо звучи добре, но не го прие, без първо да получи одобрението на Вияурутия, който също хареса новото име. Игнасио Лопес Тарсо не е използвал това име само за артистични цели, но го използва и по правни въпроси.

### Театър
Освен при Вияурутия, Игнасио Лопес Тарсо учи и при други драматурзи и режисьори – Салвадор Ново, Клементина Отеро, Селестино Горостиса, Андре Мурьо, Секи Сано, Фернандо Вагнер и Фернандо Торе Лапам.
Професионалният дебют на Лопес Тарсо на сцената е през 1951 г. за пиесата „Роден вчера“ от Гарсон Канин. Участва и в няколко пиеси на Уилям Шекспир като Сън в лятна нощ (1948), Макбет, Отело и Крал Лир (1981), Престъпление и наказание (1949) от Фьодор Достоевски, а също и в Едип цар от Софокъл, Иполит от Еврипид, Селестина от Фернандо де Рохас, „Сирано дьо Бержерак“ от Едмон Ростан, Скъперникът от Молиер и други.

### Кино
Филмовият дебют на Лопес Тарсо е през 1954 г., където той играе второстепенен персонаж в La desconocida, режисиран от Чано Уруета.
Той изиграва главния герой Макарио в едноименния филм, режисирана от Роберто Гавалдон, представен в Деня на мъртвите. Филмът е включен във филмовия фестивал в Кан през 1960 г. и е първият мексикански филм, номиниран за Оскар за най-добър чуждоезичен филм през 1961 г. Лопес Тарсо печели награда Златна порта за най-добър актьор на Международния филмов фестивал в Сан Франциско през 1960 г. и печели още една за работата си във филма от 1963 г. The Paper Man, режисиран от Исмаел Родригес.
През 1961 г. Лопес Тарсо участва в Rosa Blanca, режисиран от Гавалдон. Тъй като филмът е подложен на политически интереси по това време, той излиза чак през 1972 г. Актьорът печели наградата Ариел за най-добър актьор през 1973 г.
Като част от Златния век на мексиканското кино, Лопес Тарсо участва в над петдесет филма, споделяйки звездни роли с актьори като Долорес дел Рио, Мария Феликс, Марга Лопес, Карлос Лопес Моктесума, Елса Агире, Луис Агилар, Кати Хурадо, Ирасема Дилиан, Педро Армендарис и Емилио „Ел индио“ Фернандес.

### Телевизия
Първата си телевизионна роля Лопес Тарсо получава в теленовелата Четирима в капана (1961). Участва в над 20 теленовели, сред които Право на раждане (1981), Пътят към славата (1987), в която за сюжет се развива на фона на Мексиканската революция, Есмералда (1997), Необуздано сърце (2013) и Необичана (2014).

## Филмография

### Теленовели
- Лекари, линия на живота (2019 – 2020) – Ектор
- Любовни капани (2015) – Дон Порфирио Кармона
- Необичана (2014) – Хуан Карлос Малдонадо
- Необуздано сърце (2013) – Дон Рамиро Оливарес
- Лишена от любов (2011 – 2012) – Фермин Пеня
- Силата на съдбата (2011) – Дон Северино
- Море от любов (2009 – 2010) – Мохарас
- Утре и завинаги (2008) – Исак Нютон Барера
- Любов без грим (2007)
- Перегрина (2005 – 2006) – Дон Балтасар
- Девствената съпруга (2005) – Генерал Франсиско Ортис
- Малки бълхи (2003) – Хулиан Монтес
- Да живеят децата (2002 – 2003) – Дон Игнасио Роблес
- Коледа без край (2001 – 2002) – Родито
- Осмели се да ме забравиш (2001) – Гонсало Ривас
- Къщата на плажа (2000) – Дон Анхел Виляреал Куето
- Анхела (1998 – 1999) – Дон Фелисиано Вилянуева
- Камила (1998) – Дон Хенаро
- Есмералда (1997) – Мелесио
- Със същото лице (1995) – Дон Сесар Ломбардо
- Империя от кристал (1994 – 1995) – Дон Сесар Ломбардо
- Бели ангели (1990 – 1991) – Перфекто Диас де Леон
- Пътят към славата (1987) – Генерал Едуардо Алварес
- Големият свят на театъра (1985)
- Право на раждане (1981 – 1982) – Дон Рафаел дел Хунко
- Безчестие (1981)
- Борбата (1980 – 1981) – Марсиал Толедано Ривера
- Забранена любов (1979) – Артуро Галван
- Почитаемият господин Валдес (1973 – 1974) – Умберто Валдес
- Сградата отсреща (1972 – 1973) – Артуро
- Каретата (1972) – Отец Еспарса
- Рози за Вероника (1971) – Рамиро
- Конституцията (1970)
- Бурята (1967) – Габриел Паредес
- Любов и гордост (1966) – Ектор
- Четирима в капана (1961)

### Кино
Избрано
- Педро Парамо (1966) – Фулгор Седано
- Rosa Blanca (1961)
- Макарио (1959) – Макарио
- Ла Кукарача (1959) – Тринидад
- Насарин (1959) – Крадец
- La estrella vacía (1958) – Луис Арвиде
- Vainilla, bronce y morir (1956) – Рикардо Кастийо
- Feliz año, amor mío (1955)
- Chilam Balam (1955)
- La desconocida (1954)

### Театър
Избрано
- El Padre (2017)
- Un Picasso (2016)
- Aeroplanos (2014 – 2015)
- Едип в Колон (2000)
- Иполит (1974)

## Награди и номинации
Различните награди и признания, които Игнасио Лопес Тарсо получава през цялата си кариера, са получени както в Мексико, така и в международен план.
Първата награда, която Лопес Тарсо печели, е трофей с фигурата на ацтекския бог Хочипили за изпълнението му в пиесата La zona intermedia от Емилио Карбалидо. Този трофей е направен от гипс, освен фигурата Лопес Тарсо получава обещание, че ще получи бронзова по-късно, но обещанието така и не е спазено.
За многобройните си признания в света на театъра Асоциацията на театралните критици и журналисти в Мексико учредява награда на негово име.
Някои от важните признания, присъдени на Игнасио Лопес Тарсо, са:
- Награда Елиас Сураски в областта на изкуството
- Награда Ангел на надеждата за цялостно творчество (2013, Тихуана)
- Награда на обществото за испанско наследство (2006, САЩ)
- Златен медал за изящни изкуства (2006, Мексико)
- Велик орден за национална чест за авторски заслуги (2005, Мексико)
- Награда на Асоциацията на латино-развлекателните критици (2001, САЩ)
- Награда Златна порта (1963, САЩ) за филма El hombre de papel
- Награда Златна порта (1960, САЩ) за филма Макарио

### Награди Ариел
| Година | Категория        | Филм                 | Резултат  |
| ------ | ---------------- | -------------------- | --------- |
| 2007   | Златен Ариел     | Цялостно творчество] | Печели    |
| 1975   | Най-добър актьор | Rapiña               | Номиниран |
| 1974   | Най-добър актьор | El profeta Mimí      | Номиниран |
| 1973   | Най-добър актьор | Rosa Blanca          | Печели    |

### Награди Ти Ви и Новелас
| Година | Категория                           | Теленовела         | Резултат  |
| ------ | ----------------------------------- | ------------------ | --------- |
| 2016   | Най-добър пръв актьор               | Любовни капани     | Номиниран |
| 2014   | Най-добър пръв актьор               | Необуздано сърце   | Номиниран |
| 2003   | Най-добър пръв актьор               | Малки бълхи        | Печели    |
| 2001   | Най-добър пръв актьор               | Къщата на плажа    | Номиниран |
| 1995   | Най-добър пръв актьор               | Империя от кристал | Печели    |
| 1991   | Най-добър пръв актьор               | Бели ангели        | Номиниран |
| 1988   | Най-добър пръв актьор               | Пътят към славата  | Номиниран |
| 1983   | Най-добър актьор в отрицателна роля | Право на раждане   | Номиниран |

- Признание за цял живот на сцената (2011)

### Награди Браво
| Година | Категория             | Теленовела | Резултат |
| ------ | --------------------- | ---------- | -------- |
| 2015   | Най-добър пръв актьор | Необичана  | Печели   |

### Награди на Асоциацията на театралните хронисти и журналисти
| Година | Категория                  | Постановка | Резултат |
| ------ | -------------------------- | ---------- | -------- |
| 2012   | Най-добър театрален актьор | El cartero | Печели   |